# NGC 64

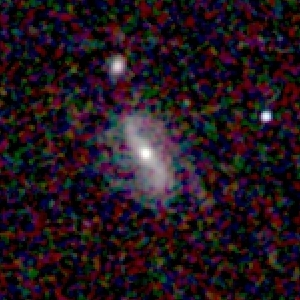
近赤外線画像

NGC 64は、くじら座の方角にある棒渦巻銀河である。
1886年にアメリカ合衆国の天文学者ルイス・スウィフトにより発見された。